# Stictolissonota interrupta
Stictolissonota interrupta là một loài tò vò trong họ Ichneumonidae.